# 陶锡祈
陶锡祈（Samuel Thompson Dodd，1832年1月21日—1894年)美北长老会传教士，杭州育英义塾（之江大学的前身）首任校长。
1832年1月21日，陶锡祈出生于北爱尔兰County Down，是Samuel Dodd的第三子。1850年移民美国。约一年后加入纽约市第二长老会。1854年，他受到苏格兰传教士亚历山大·达夫（Alexander Duff）的激励，奉献投入于传教工作中。他进入纽约大学和普林斯顿神学院。1861年，陶锡祈受美北长老会差遣，前往中国传教，驻浙江宁波。1865年，他与Sarah Green（1836 - 1907）结婚。1867年，陶锡祈调往杭州，将麦嘉缔（Divie Bethune McCartee，1820－1900）于1845年在宁波创办的崇信义塾迁往杭州，设在皮市巷北长老会差会大院，改名为育英义塾，即之江大学的前身。1877年12月，陶锡祈夫妇辞职，离开杭州回国。应他的要求，差会另外差遣裘德生（Junius Herbert Judson，1852－1930）接替他的校长职务。陶锡祈回国后，担任过许多长老会的牧师。1884年，陶锡祈担任纽约州Stephentown 长老会牧师。1894年，陶锡祈在Stephentown病故。
- 长子：萨缪尔·汤普森·卡特·多德（Samuel Thompson Carter Dodd），1866年生于宁波，1880年代就读于普林斯顿大学，后来在通用电气公司工作，1922年曾因公务在杭州停留，重温了许多地方，收集关于他父亲的背景资料。
- 次子：约翰·内维乌斯·多德（John Nevius Dodd）

## 著作
- 《希伯來人書註釋》/ 陶錫祈 (Dodd, Samuel T., 1832-1894). 上海 ：上海美華書館，1907 （页面存档备份，存于）「基督教古籍數據庫」(香港浸會大學圖書館)
- 《使徒行傳註釋》/ 陶錫祈 (Dodd, Samuel T., 1832-1894). 上海 ：上海美華書館，1896 （页面存档备份，存于）「基督教古籍數據庫」(香港浸會大學圖書館)